# 쇼트 스퀴즈
쇼트 스퀴즈(영어: short squeeze)는 주식 시장에서 펀더멘털이 아닌 시장의 기술적 요인에 의해 주가가 급등하는 현상이다. 공매도자들이 많은 공매도를 하여 그 종목이 공급 부족 또는 수요 초과된 경우에 발생할 수 있다.

## 발생 예
2021년 1월 레딧의 포럼 월스트리트벳츠를 계기로 게임스톱의 쇼트 스퀴즈 (게임스톱 쇼트 스퀴즈)가 발생했다. 게임스톱의 주가는 2021년 1월 28일 뉴욕 증권 거래소에서 483달러에 달했다.

## 같이 보기
- 주가 대폭락